# Les Rieurs
 (mai 2016).
Si vous disposez d'ouvrages ou d'articles de référence ou si vous connaissez des sites web de qualité traitant du thème abordé ici, merci de compléter l'article en donnant les références utiles à sa vérifiabilité et en les liant à la section « Notes et références ».
Les Rieurs est un groupe de hip-hop français, originaire de Boulogne-Billancourt, composé de Kasspapazo, Style, Dhimé et DJ Pone.

## Biographie
Originaire de la même cité, Kasspapazo, Dhimé et Style fondent les Rieurs en 1994, Pone les rejoindra un peu plus tard. Ils font leurs premières apparitions discographiques en 1996 sur la compilation Hip Hop Soul Party 3 de Cut Killer avec le titre À fond dans le style en featuring avec IAM, K-mel (Alliance Ethnik) et J-Mi Sissoko. 
En 1998, Ils signent sur le label Kif Records de Faster Jay et sortent leur premier maxi, L'espoir prend forme ; cette même année, Dhimé les quitte, mais cela ne les empêchera pas de continuer à suivre leur route. En 2001 sort leur deuxième Maxi, Faudrait leur dire, featuring Singuila, Al et Adil, titre qui fut très apprécier et édité sur plusieurs compilations. L'aventure ne s'arrêtera donc pas là, la suite logique : la sortie d'un album, Kass et Style savent très bien qu'il n'y que le travail qui paie, ils se mettent donc dans leur coin pour élaborer minutieusement un produit fini et de qualité.
Après écriture, ils entrent enfin en studio. Désormais, album en main, le groupe démarche les maisons de disques mais en vain. Peu importe, ils décident de sortir l'album en indépendant, c'est finalement Wea, qui, à la dernière minute leurs propose une licence via le label de Faster Jay pour un premier album éponyme produit par Guts, DJ Poska (Funky Maestro), Dj Logilo et bien évidemment Faster Jay, sur lequel apparaissent des invités comme Leeroy et Sly the Mic Buddah (Saïan Supa Crew), Big Red (Raggasonic) et A.speak (Mafia Trece). 
L'album est publié le 2 octobre 2001, et contient 15 titres pour la version en vinyle, et 16 titres pour la version CD, avec des titres cachés. Une fois de plus (un de ces titres cachés), a la particularité d'être conceptualisé à base de punchline bien connu du hip hop français, Les Rieurs ont écrit leurs textes en y intégrant des parties vocales de leur MC's préférés.
S’enchaîneront alors des concerts et les premières partis d'Alliance Ethnik, de nombreux passages radios (Nova, Générations, leur Planète Rap sur Skyrock...) dans toute la France, des interviews et de bonnes critiques de la presse spécialisée,. En 2003, Les Rieurs sortent le street album Juste 1 démo.

## Kasspapazo

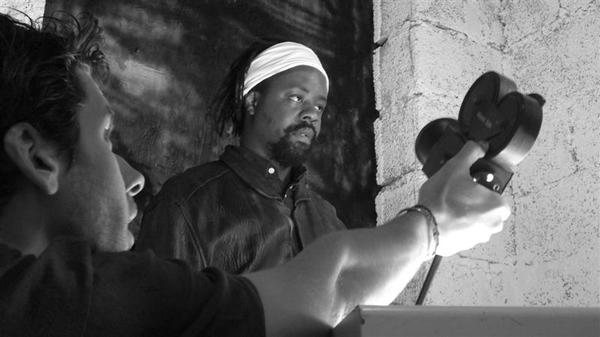
Kasspapazo en 2007 sur le tournage du clip Ma conscience et moi.

Kasspapazo ou Kass, de son vrai nom Kassim Hadji, né le 26 juin 1978 à Boulogne-Billancourt, est un rappeur français d'origine comorienne. 

### Enfance
Ses parents se séparent alors qu'il est tout jeune, fils unique, c'est donc sa mère qui l'élèvera seul. Ils habitent le Square de l'Avre et des Moulineaux à Boulogne-Billancourt, cette ville riche en talents de la scène musicale et bien d'autres, Kass baigne donc dans un milieu propice dès sa plus tendre enfance. Bercé par Lionel D, Dee Nasty, Cut Killer, Les Little MC. En observant ses voisins du pont de Sèvres, les Sages Poètes de la Rue, il rêve lui aussi d'entrer dans le cercle fermé des MC's. Il fait ses premières armes jeune, soutenu par Kohndo au sein du Coup d'État Phonique sous le nom de Kompt Spiro.

### Débuts avec les Rieurs
Il fréquente Medhi et Style, ses amis du square, où ils se donnent rendez-vous chaque jour afin d'affûter leurs rimes. C'est la naissance des Rieurs. Le rap aura dorénavant une emprise totale sur sa vie, déterminé, il se met alors en quête de sons, Guts n'est pas loin, ce qui donne la possibilité à Kass de poser ses textes sur des musiques qui lui sont propres. Finalement la volonté et l'ambition lui permettront de pouvoir passer de l'ombre à la lumière en 1996, en apparaissant avec son groupe sur la mythique compilation Hip Hop Soul Party III de Cut Killer en featuring avec IAM, K-Mel (Alliance Ethnik) et J-Mi Sissoko.  Ils obtiennent la reconnaissance de leurs pères en faisant une entrée remarquée dans le mouvement mais gardent la tête froide et continuent de travailler dur. Les connexions se font, Gutsy et Faster Jay les prennent désormais sous leurs ailes. 
En octobre 2001 sort Ça y est enfin, le premier album des Rieurs.

### Débuts en solo
Kass quitte la région parisienne en 2004, faisant un pause avec la musique qu'il ne ressent plus à ce moment-là, devenu père, il part s'installer dans le sud de la France pour se consacrer à sa vie de famille et ses trois enfants. Mais la dépendance à la musique ne tarde pas à reprendre le dessus, tant son besoin d'extérioriser est nécessaire à son équilibre. En 2007, Kass est appelé pour poser un titre sur une compilation, il cherche alors un studio où enregistrer, un de ses amis lui donne un contact près de chez lui, c'est la rencontre avec Bastos, un beatmaker ayant son home studio, le feeling passe, et ensemble ils travailleront sur des prods en vue d'un album solo, mais le projet n'aboutira pas. Néanmoins, de cette combinaison deux titres fort en ressortent, History K retraçant son parcours musical et Ma conscience et Moi  racontant l'histoire d'un homme partagé entre le bien et le mal, qui sera d'ailleurs clippé et réalisé par Nicolas Capus. Le morceau est alors présenté sur quelques chaînes de télévision (Trace TV, MCM, Zik TV...) marquant ainsi ses débuts en solo.
2011, Il se consacre à l'écriture de nouveaux textes puisé dans les effets du déracinement, la chimie d’une construction dans les quartiers conjuguée avec la coupure de ses bases aboutit vers un rap plus conscient. De mixtapes en showcase, il rencontre Lëkar qui lui produit le EP À Cœur Ouvert  qu'il défendra sur scène, un clip du même nom sera tiré de ce EP. En 2013, il retourne en studio et se consacre à l'écriture de son premier album solo, qu'il veut musical et aux influences Soul. Le premier titre Song 'Bout Hope, en featuring avec LikesBerry, a été posté sur YouTube en version acoustique (guitare et voix) en milieu d'année. Il s'entoure d'un nouveau beatmaker connu quelques années auparavant par le biais d'un ami commun, Madines le Polak.
En 2015 est prévue la sortie de son premier album solo GhettoSoulMusic, produit par Khilal Defari. Kass a eu plusieurs pseudonymes, à ses débuts il se nomme Kompt Spiro, puis prend le nom K.O.M (King O Mic) à la création du groupe. Après le départ de Dhimé, il reprend son nom en le raccourcissant pour se nommer simplement Kass, et plus tard le change en Kasspapazo en clin d'œil à sa première fille Zoé (Kass papa de Zoé).

## Discographie

### Singles et EPs
- 1998 : L'Espoir Prend Forme, vinyle 12"

Maxi
1. A1		 L'Espoir Prend Forme
2. A2		 L'Espoir Prend Forme (Instrumental)
3. A3		 Fini De Rire (Instrumental)
4. A4		 Besoin D'Un Break (Instrumental)
5. B1		 Besoin D'Un Break
6. B2		 Fini De Rire

- 2001 : Kass & Style, vinyle 12"

Maxi
1. A1		 On Lache Tout, Featuring – A.Speak, Dj Pone
2. A2		 A Fond Dans Le Style 2
3. A3		 Dire Ce Qu'On Devrait Taire
4. B1		 On Lache Tout (Instrumental)
5. B2		 A Fond Dans Le Style 2 (Instrumental)
6. B3		 Dire Ce Qu'on Devrait Taire (Instrumental)

- 2001 : Faudrait Leur Dire, vinyle 12"

Maxi
1. A1		 Faudrait Leur Dire, Featuring – Adil, Al & Singuila
2. A2		 Une Fois De Plus
3. A3		 Mélodie & Marie-Jeanne
4. B1		 Faudrait Leur Dire (Instrumental)
5. B2		 Fini De Rire (Instrumental)
6. B3		 Mélodie & Marie-Jeanne (Instrumental)

- 2001 : Revue De Presse, vinyle 12"

Maxi
1. A1		 Revue De Presse (Vocal), Featuring – Boulogne Square "Mediba et Damien"
2. A2		 Revue De Presse (Instrumental)
3. A3		 Revue De Presse (Acapella)
4. B1		 Prend Ton Pied (Vocal), Featuring – Big Red
5. B2		 Prend Ton Pied (Instrumental)
6. B3		 Prend Ton Pied (Acapella)

## Clips vidéo
- 2007 : Ma conscience et moi
- 2011 : À cœur ouvert
- 2013 : Le Verdict  - Résistant (feat. Zoxea & Kass)
- 2015 : 2Boulbi [8],[9]
- 2015 : Gimme Some (feat. Baria)

## Apparitions
- 1996 : Les Rieurs feat. IAM, K-mel & J-Mi Sissoko - À fond dans le style sur la compil de Cut Killer, Hip Hop Soul Party 3
- 1998 : Les Rieurs & Dj Pone - L'Alphabet (Live) sur la compil Booya K7 Vol.3
- 1998 : Les Rieurs - T'as plus qu'à laisser couler sur la compil de DJ Poska (Funky Maestro), What's The Flavor ? French Touch Freestyle
- 1998 : Les Rieurs - L' Espoir Prend Forme sur la compil Hip Hop Français Volume 2 mixé par Cut Killer
- 1999 : Les Rieurs feat. Malekal Morte & H2B - Freestyle Inédit sur la compil Colis Suspect 2
- 2000 : Les Rieurs feat. Singuila, Al & Adil - Faudrait Leur Dire ! sur la compil Bossound, mixé par Dj Spank & Dj James (B.O.S.S.)
- 2001 : Les Rieurs - Mélodie & Marie Jane sur la compil Hip Hop Underground #3
- 2001 : Les Rieurs - Dans 10 ans sur la compil Session 1.0
- 2001 : Les Rieurs - À tous les quartiers sur l'album de Cut Killer, Cut Killer Show 2
- 2001 : Les Rieurs - Baby Laisse Toi Faire sur la compil So Good Funk & R'N'B Selection mixé par Crazy B & DJ Eanov
- 2001 : Leeroy et Kass - 2 MC de classe sur la compil Hip Hop Connection 3, mixé par Dj Fun & Eddy Kent (Saïan Supa Crew)
- 2002 : Les Rieurs – Tu Veux Qu'ça Kick sur la compil Quality Streetz Vol. 2
- 2002 : Big Red feat. Kass - Gente Féminine sur l'album de Big Red, Redsistance [10]
- 2002 : Les Rieurs – Boulogne sur la compil 92100% Hip Hop vol. 3 (Noir sur Blanc)
- 2003 : Les Rieurs – 92100 sur la compil 92100% Hip Hop
- 2004 : Les Rieurs feat. Singuila, Al & Adil - Faudrait Leur Dire ! sur la compil 92100% Hiphop Best of 1999-2004
- 2004 : ATK feat. Boulox, Cens Nino, Les Rieurs, Sixieme Aks & V.A - Le mal dans le sang sur la compil 92100% Hiphop Best of 1999-2004
- 2005 : Les Rieurs feat. H2b - Les temps sont durs sur la compil 92100% Hip Hop vol. 4
- 2005 : Kass & Madines le Polak - On fait briller le rap sur la compil 92100% Hip Hop vol. 4
- 2005 : Kass, Myk7 & Tommy Jalova - Mi positif dancehall sur la compil Positif Dancehall
- 2007 : Kass - Crazy sur la compil L' honneur Du Rap
- 2007 : Kass, Kyz, Larmature, Yacine & Tony - Besoin de personne sur la compil L' honneur Du Rap
- 2007 : Kass et Madines le Polak - La foudre sur la compil Mission Karcher
- 2009 : Madines le Polak feat. Kass et Jhos - Chacun son destin sur l'album de Madines le Polak, Solidarnösc
- 2009 : Kass feat. Mr. Rim - Pap'Zo Music sur la compil TrueSchool
- 2011 : Les Rieurs feat. Singuila, Al & Adil - Faudrait Leur Dire ! sur la compil Boulbi neuf deux spécial Boulogne
- 2012 : Les Rieurs feat. IAM, K-mel & J-Mi Sissoko - À fond dans le style 2 sur la compil Rapattitude 2012 (Deluxe Version)
- 2013 : Le Verdict feat. Zoxea & Kass - Résistant sur l'album du Verdict, Hors du Troupeau
- 2014 : RacecaR feat. Kass - All In sur l'album de I-CHING (RacecaR & Lëkar),  A Tale of Inner Vision part.1
- 2015 : Kass feat. 242 Masta  - Qui veut la peau du rap Français ???